# Anton Lundell
Anton Lundell, född 3 oktober 2001 i Esbo, är en finländsk (finlandssvensk) professionell ishockeyforward som spelar för Florida Panthers i National Hockey League (NHL).
Han har tidigare spelat för HIFK Hockey i Liiga.
Lundell draftades av Florida Panthers i första rundan i 2020 års draft som tolfte spelare totalt.
Han gjorde sin debut i VM 2021 som 19-åring och gjorde sitt första mål i VM i matchen mot Kazakstan.
Lundell vann Stanley Cup, med Florida Panthers, för säsongerna 2023–2024 och 2024–2025.

## Statistik
| 2018–2019    | HIFK Hockey      | Liiga        | 38  | 9  | 10 | 19  | 8   | 12 | 0  | 0  | 0  | 29 |
| 2019–2020    | HIFK Hockey      | Liiga        | 44  | 10 | 18 | 28  | 18  | —  | —  | —  | —  | —  |
| 2020–2021    | HIFK Hockey      | Liiga        | 26  | 16 | 9  | 25  | 12  | 8  | 1  | 2  | 3  | 4  |
| 2021–2022    | Florida Panthers | NHL          | 65  | 18 | 26 | 44  | 18  | 9  | 1  | 0  | 1  | 2  |
| 2022–2023    | Florida Panthers | NHL          | 73  | 12 | 21 | 33  | 43  | 21 | 2  | 8  | 10 | 2  |
| 2023–2024    | Florida Panthers | NHL          | 78  | 13 | 22 | 35  | 46  | 24 | 3  | 14 | 17 | 12 |
| 2024–2025    | Florida Panthers | NHL          | 79  | 17 | 28 | 45  | 36  | 23 | 6  | 12 | 18 | 14 |
| NHL totalt   | NHL totalt       | NHL totalt   | 295 | 60 | 97 | 157 | 143 | 77 | 12 | 34 | 46 | 30 |
| Liiga totalt | Liiga totalt     | Liiga totalt | 108 | 35 | 37 | 72  | 38  | 20 | 1  | 2  | 3  | 33 |

### Internationellt
| Källa: Uppdaterad: 2025-06-18 | Källa: Uppdaterad: 2025-06-18 | Källa: Uppdaterad: 2025-06-18 |         | Utv = Utvisningsminuter | Utv = Utvisningsminuter | Utv = Utvisningsminuter | Utv = Utvisningsminuter | Utv = Utvisningsminuter |
| År                            | Lag                           | Mästerskap                    | Matcher | Mål                     | Assists                 | Poäng                   | Utv                     |                         |
| ----------------------------- | ----------------------------- | ----------------------------- | ------- | ----------------------- | ----------------------- | ----------------------- | ----------------------- | ----------------------- |
| 2018                          | Finland                       | U18-VM                        | 7       | 2                       | 4                       | 6                       | 2                       |                         |
| 2018                          | Finland                       | Hlinka Gretzky                | 4       | 1                       | 1                       | 2                       | 16                      |                         |
| 2019                          | Finland                       | JVM                           | 7       | 1                       | 3                       | 4                       | 0                       |                         |
| 2019                          | Finland                       | U18-VM                        | 5       | 2                       | 2                       | 4                       | 6                       |                         |
| 2021                          | Finland                       | JVM                           | 7       | 6                       | 4                       | 10                      | 4                       |                         |
| 2021                          | Finland                       | VM                            | 10      | 4                       | 3                       | 7                       | 4                       |                         |
| 2025                          | Finland                       | 4 Nations                     | 3       | 1                       | 0                       | 1                       | 0                       |                         |
| Junior totalt                 | Junior totalt                 | Junior totalt                 | 30      | 12                      | 14                      | 26                      | 28                      |                         |
| Senior totalt                 | Senior totalt                 | Senior totalt                 | 13      | 5                       | 3                       | 8                       | 4                       |                         |